# 유향 비순환 그래프

유향 비순환 그래프의 위상정렬.

유향 비순환 그래프(有向 非循環 graph, directed acyclic graph, DAG) 및 방향 비순환 그래프(方向 非循環 graph)는 수학, 컴퓨터 과학 분야의 용어의 하나로서 방향 순환이 없는 무한 유향 그래프이다. 즉, 무한히 수많은 꼭짓점과 간선으로 구성되며 각 간선은 하나의 꼭짓점에서 다른 꼭짓점으로 방향을 잇는데 이처럼 어떠한 꼭짓점 v에서 시작하여 끝내 다시 v로 돌아가 순환 반복되는 일정한 방향의 일련한 간선을 따라가는 방법이 없다. 다시 말해 DAG는 위상정렬이 있는 유향 그래프이다.
DAG는 각기 다른 종류의 수많은 정보를 모델링할 수 있다. 스프레드시트는 DAG로 모델링이 가능한데, 각 셀에 대해서는 꼭짓점으로, 간선의 경우 하나의 셀의 공식이 다른 셀의 값을 사용하는 곳에 쓸 수 있다. 즉, DAG의 위상정렬을 사용하면 스프레드시트가 변경될 때 모든 셀의 값을 업데이트할 수 있다.